# Дён
Дён (фр. Dun) — коммуна во Франции, находится в регионе Юг — Пиренеи. Департамент коммуны — Арьеж. Входит в состав кантона Мирпуа. Округ коммуны — Сен-Жирон.
Код INSEE коммуны — 09122.

## Население
Население коммуны на 2008 год составляло 575 человек.
| 1962 | 1968 | 1975 | 1982 | 1990 | 1999 | 2008 |
| ---- | ---- | ---- | ---- | ---- | ---- | ---- |
| 459  | 429  | 394  | 401  | 394  | 491  | 575  |

## Экономика
В 2007 году среди 357 человек в трудоспособном возрасте (15—64 лет) 235 были экономически активными, 122 — неактивными (показатель активности — 65,8 %, в 1999 году было 66,4 %). Из 235 активных работали 204 человека (115 мужчин и 89 женщин), безработных было 31 (15 мужчин и 16 женщин). Среди 122 неактивных 31 человек была учеником или студентом, 49 — пенсионерами, 42 были неактивными по другим причинам.

## Достопримечательности
- Руины Шато-де-Дён
- Церковь Сен-Мишель

## Фотогалерея

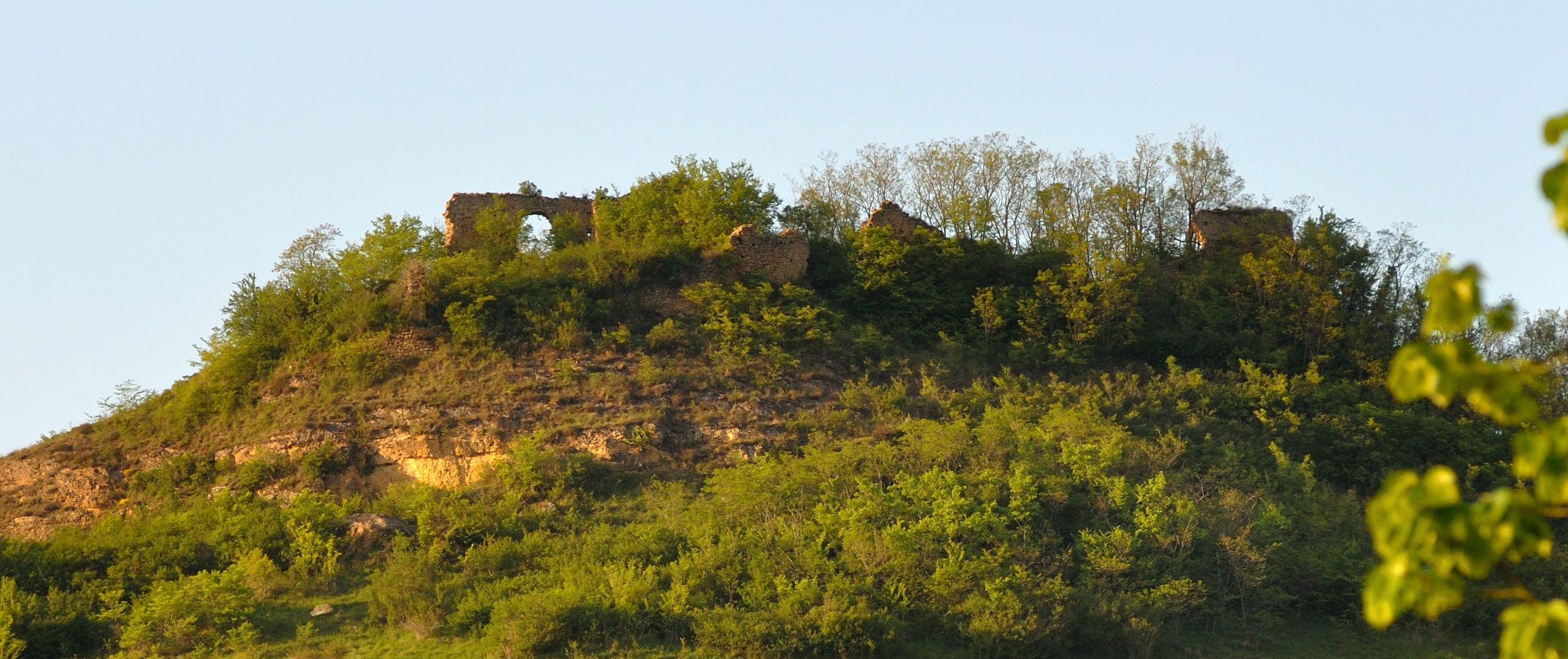
Руины Шато-де-Дён
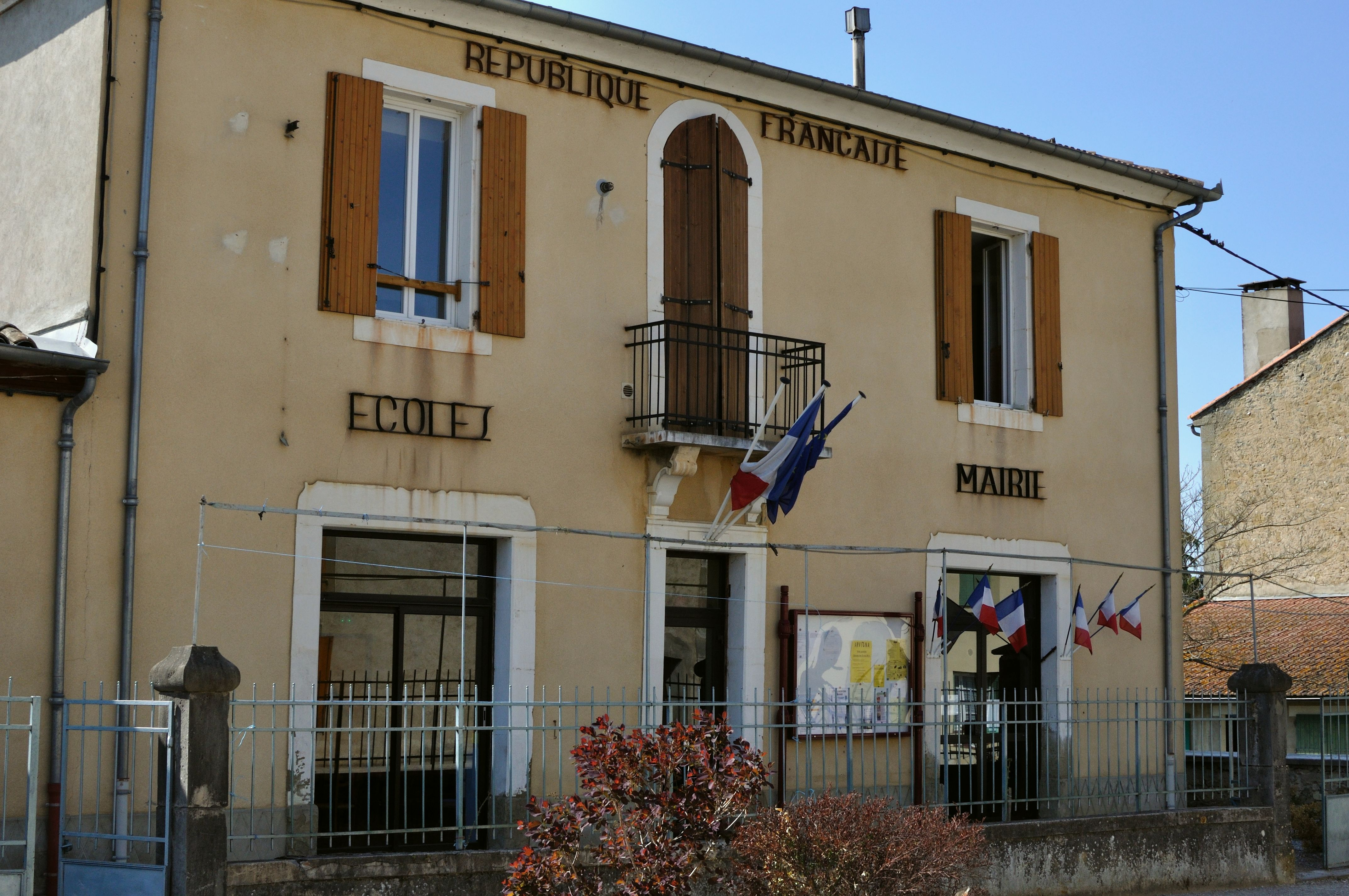
Мэрия
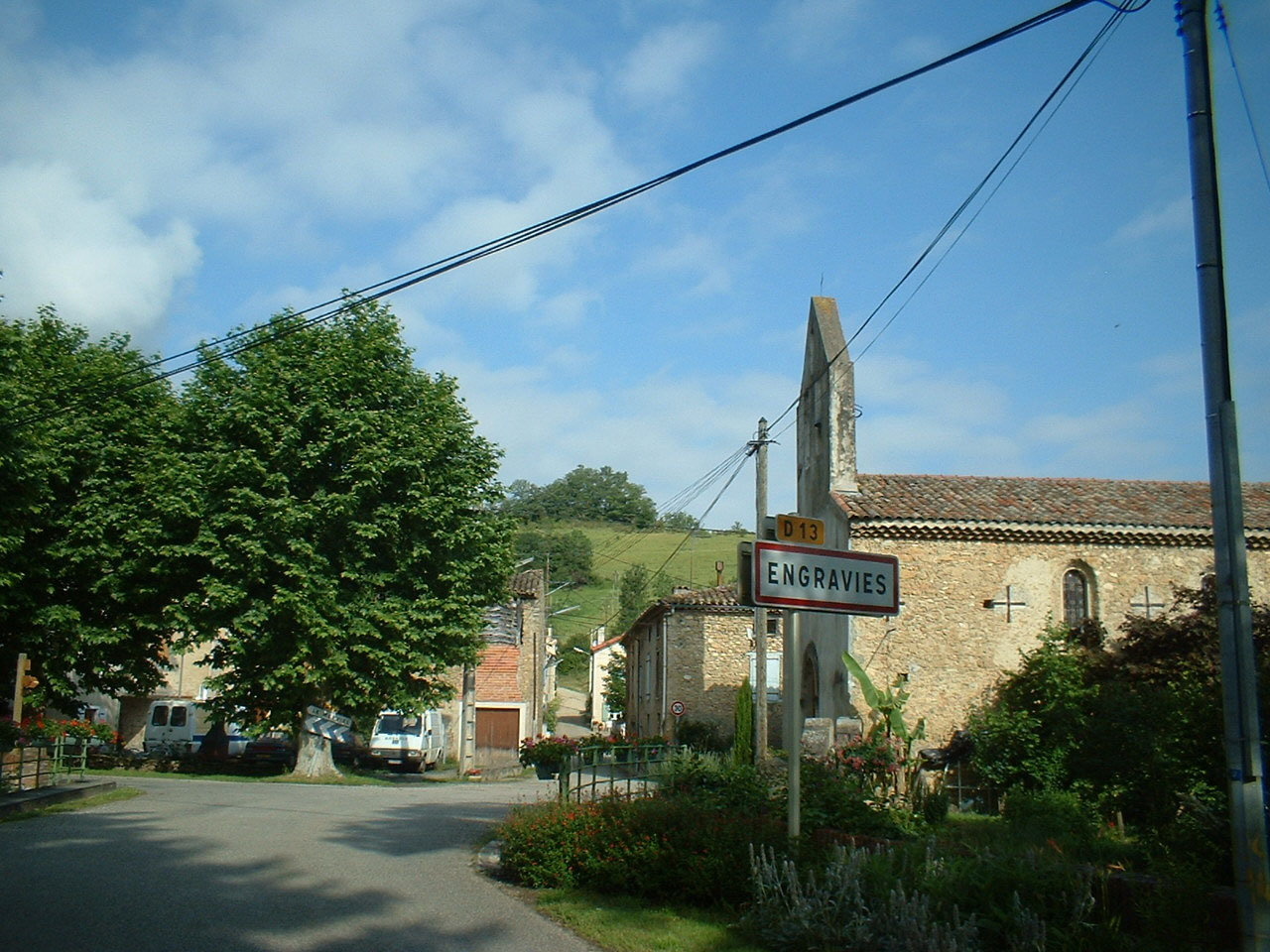